# Martin Karl Hasse
Martin Karl Woldemar Hasse (* 20. März 1883 in Dohna; † 31. Juli 1960 in Köln) war ein deutscher Hochschullehrer, Komponist und Musikschriftsteller.

## Leben
Martin Karl Hasse war der Sohn des Pfarrers Martin Hasse (1852–1915) und dessen Ehefrau Cora († 1922), geborene Wittich. Er erhielt seine erste musikalische Unterweisung als Thomaner-Alumnus in Leipzig. Darauf folgte die praktisch-musikalische Ausbildung am Leipziger Konservatorium bei Stephan Krehl, Adolf Ruthardt, Karl Straube und Arthur Nikisch. Auf Empfehlung von Karl Straube setzte er seine Studien an der Münchener Akademie für Tonkunst bei Max Reger und Felix Mottl fort; an der dortigen Universität hörte er Musikwissenschaft bei Hermann Kretzschmar und Hugo Riemann sowie Vorlesungen über Geschichte, Philosophie und Germanistik.
Nach einer vorübergehenden Tätigkeit als Assistent von Philipp Wolfrum in Heidelberg und in Chemnitz als Kantor wurde er 1910 städtischer Musikdirektor in Bielefeld; 1919 wurde auf seine Initiative hin das  Städtische Konservatorium Osnabrück eröffnet.
1919 wurde er als Universitäts-Musikdirektor und außerordentlicher Professor an die Universität Tübingen berufen und gründete dort das Musikinstitut sowie das musikwissenschaftliche Seminar. 1923 erfolgte seine Promotion zum Dr. phil. und 1935 übernahm er die Direktion der Kölner Hochschule für Musik; sein Stellvertreter war Hermann Unger; das Amt übte Martin Karl Hasse bis zu seiner Pensionierung 1945 aus. 
Hasse trat schon 1932 dem Kampfbund für deutsche Kultur bei, er beantragte am 31. Dezember 1937 die Aufnahme in die NSDAP und wurde rückwirkend zum 1. Mai desselben Jahres aufgenommen (Mitgliedsnummer 5.618.715). Zudem gehörte er dem NS-Lehrerbund an. Er nahm am 26. Mai 1938 an der Musikwissenschaftlichen Tagung in Düsseldorf teil und trug, bei Teilnahme von Joseph Goebbels, zum Thema Die großen Meister der Musik und das deutsche Volk vor.
Nach seiner Pensionierung widmete er sich dem kompositorischen Schaffen.

### Privates
Hasse heiratete 1910 in Heidelberg Aline (1881–1936), eine Tochter des Adolf Schmitthenner (1854–1907), Pfarrer und Schriftsteller. Gemeinsam hatte er mit seiner Ehefrau drei Töchter. Von diesen ist namentlich bekannt: Ruth Hasse (1913–2009), Geigerin, verheiratet mit Wilhelm Stross (1907–1966), Professor an der Musikhochschule München.

## Werk
Martin Karl Hasse wurde als Komponist, Dirigent, Pädagoge, Organisator und Musikschriftsteller bekannt. Er trat mit zahlreichen symphonischen Kompositionen, Suiten, Konzerten, Chorwerken, Kantaten, Liedern und Klavier- und Orgelwerken an die Öffentlichkeit. Darin strebte er, nach Max Regers Ausbildung, fast immer nach einem streng polyphonen Aufbau der Komposition, das ein in sich geschlossenes und einheitliches Kunstwerk ergeben sollte. Er war auch maßgeblich an der in den 1920er Jahren einsetzenden deutschen Orgelbewegung beteiligt, die zu der Rekonstruktion zahlreicher alter Instrumente führte. Für den Festsaal in der Neuen Aula der Universität Tübingen konzipierte Hasse eine Konzertorgel mit 56 Registern, die durch die Firma Weigle erbaut wurde und noch erhalten ist.
Als Musikschriftsteller schrieb er Bücher über Johann Sebastian Bach und Max Reger und veröffentlichte zahlreiche Aufsätze über Stilfragen und musikkulturelle Tagesprobleme.

## Werke (Auswahl)

### Schriften
- Musikstil und Musikkultur. Abhandlungen über musikalische Zeitfragen (= Veröffentlichungen des Musik-Instituts der Universität Tübingen, Bd. 4). Schultheiß, Stuttgart 1926.
- Vom deutschen Musikleben. Zur Neugestaltung unseres Musiklebens in Deutschland, ausgewählte Aufsätze. Gustav Bosse Verlag, Regensburg 1933.
- Max Reger. Mensch und Werk. Botze, Berlin 1938.
- Johann Sebastian Bach. Leben, Werk und Wirkung. Staufen-Verlag, Köln 1941.

### Kompositionen
- Variationen für zwei Klaviere. J. Rieter-Biedermann, Leipzig 1908.
- Drei Fantasien und Fugen für Orgel. J. Rieter-Biedermann, Leipzig 1909.

### Herausgabe / Bearbeitung
- Johann Hermann Schein; Martin Karl Woldemar Hasse: Ach Gott, vom Himmel sieh darein. Breitkopf und Härtel, 1923.
- Johann Hermann Schein; Martin Karl Woldemar Hasse: A Domino factum est istud. Breitkopf und Härtel, 1923.
- Johann Hermann Schein; Martin Karl Woldemar Hasse: Alleluia: Ich danke dem Herren. Breitkopf und Härtel, 1923.
- Johann Hermann Schein; Martin Karl Woldemar Hasse: Alleluia: Wohl dem, der den Herren fürchtet. Breitkopf und Härtel, 1923.
- Johann Hermann Schein; Martin Karl Woldemar Hasse: An Wasserflüssen Babylon. Breitkopf und Härtel, 1923.
- Johann Hermann Schein; Martin Karl Woldemar Hasse: Aus tiefer Not schrei ich zu dir. Breitkopf und Härtel, 1923.
- Johann Hermann Schein; Martin Karl Woldemar Hasse: Benedicam Domino. Breitkopf und Härtel, 1923.
- Johann Hermann Schein; Martin Karl Woldemar Hasse: Christe, der du bist Tag und Licht. Breitkopf und Härtel, 1923.
- Johann Hermann Schein; Martin Karl Woldemar Hasse: Christ lag in Todesbanden. Breitkopf und Härtel, 1923.
- Johann Hermann Schein; Martin Karl Woldemar Hasse: Christ unser Herr zum Jordan kam. Breitkopf und Härtel, 1923.
- Johann Hermann Schein; Martin Karl Woldemar Hasse: Dies sind die heiligen zehen Gebot. Breitkopf und Härtel, 1923.
- Johann Hermann Schein; Martin Karl Woldemar Hasse: Durch Adams Fall ist ganz verderbt. Breitkopf und Härtel, 1923.
- Johann Hermann Schein; Martin Karl Woldemar Hasse: Ehr sei Gott in der Höh allein. Breitkopf und Härtel, 1923.
- Johann Hermann Schein; Martin Karl Woldemar Hasse: Ein feste Burg ist unser Gott. Breitkopf und Härtel, 1923.
- Johann Hermann Schein; Martin Karl Woldemar Hasse: Erbarm dich mein, o Herre Gott. Breitkopf und Härtel, 1923.
- Johann Hermann Schein; Martin Karl Woldemar Hasse: Es ist das Heil uns kommen her. Breitkopf und Härtel, 1923.
- Johann Hermann Schein; Martin Karl Woldemar Hasse: Es spricht der Unweisen Mund wohl. Breitkopf und Härtel, 1923.
- Johann Hermann Schein; Martin Karl Woldemar Hasse: Exaudiat te Dominus. Breitkopf und Härtel, 1923.
- Johann Hermann Schein; Martin Karl Woldemar Hasse: Gehe hin, bis das End komme. Breitkopf und Härtel, 1923.
- Johann Hermann Schein; Martin Karl Woldemar Hasse: Gelobet seist du, Jesu Christ. Breitkopf und Härtel, 1923.
- Johann Hermann Schein; Martin Karl Woldemar Hasse: Gott der Vater wohn uns bei. Breitkopf und Härtel, 1923.
- Johann Hermann Schein; Martin Karl Woldemar Hasse: Gott sei mir gnädig. Breitkopf und Härtel, 1923.
- Johann Hermann Schein; Martin Karl Woldemar Hasse: Haec est dies. Breitkopf und Härtel, 1923.
- Johann Hermann Schein; Martin Karl Woldemar Hasse: Herr Christ, der einig Gottes Sohn. Breitkopf und Härtel, 1923.
- Johann Hermann Schein; Martin Karl Woldemar Hasse: Herr Gott dich loben alle wir. Breitkopf und Härtel, 1923.
- Johann Hermann Schein; Martin Karl Woldemar Hasse: Ich ruf zu dir, Herr Jesu Christ. Breitkopf und Härtel, 1923.
- Johann Hermann Schein; Martin Karl Woldemar Hasse: Ingrediente Domino. Breitkopf und Härtel, 1923.
- Johann Hermann Schein; Martin Karl Woldemar Hasse: Ist nicht Ephraim mein teuren Sohn. Breitkopf und Härtel, 1923.
- Johann Hermann Schein; Martin Karl Woldemar Hasse: Laeta redit Paschae lux. Breitkopf und Härtel, 1923.
- Johann Hermann Schein; Martin Karl Woldemar Hasse: Laetatus sum in his. Breitkopf und Härtel, 1923.
- Johann Hermann Schein; Martin Karl Woldemar Hasse: Lasset die Kindlein zu mir kommen. Breitkopf und Härtel, 1923.
- Johann Hermann Schein; Martin Karl Woldemar Hasse: Lobet den Herrn. Breitkopf und Härtel, 1923.
- Johann Hermann Schein; Martin Karl Woldemar Hasse: Mit Fried und Freud ich fahr dahin. Breitkopf und Härtel, 1923.
- Johann Hermann Schein; Martin Karl Woldemar Hasse: Mein Freund komme in seinen Garten. Breitkopf und Härtel, 1923.
- Johann Hermann Schein; Martin Karl Woldemar Hasse: Mitten wir im Leben sind. Breitkopf und Härtel, 1923.
- Johann Hermann Schein; Martin Karl Woldemar Hasse: Nun komm, der Heiden Heiland. Breitkopf und Härtel, 1923.
- Johann Hermann Schein; Martin Karl Woldemar Hasse: Maria Magdalena. Breitkopf und Härtel, 1923.
- Johann Hermann Schein; Martin Karl Woldemar Hasse: Mein Freund komme in seinen Garten. Breitkopf und Härtel, 1923.
- Johann Hermann Schein; Martin Karl Woldemar Hasse: Nun freut euch, lieben Christen gmein. Breitkopf und Härtel, 1923.
- Johann Hermann Schein; Martin Karl Woldemar Hasse: Nun lob mein Seel den Herren. Breitkopf und Härtel, 1923.
- Johann Hermann Schein; Martin Karl Woldemar Hasse: O Jesu Christe, Gottes Sohn. Breitkopf und Härtel, 1923.
- Johann Hermann Schein; Martin Karl Woldemar Hasse: O Lamm Gottes unschuldig. Breitkopf und Härtel, 1923.
- Johann Hermann Schein; Martin Karl Woldemar Hasse: Quem quaeris, Magdalena? Breitkopf und Härtel, 1923.
- Johann Hermann Schein; Martin Karl Woldemar Hasse: Quem vidistis pastores. Breitkopf und Härtel, 1923.
- Johann Hermann Schein; Martin Karl Woldemar Hasse: Sic Deus dilexit mundum. Breitkopf und Härtel, 1923.
- Johann Hermann Schein; Martin Karl Woldemar Hasse: Siehe, also wird gesegnet der Mann. Breitkopf und Härtel, 1923.
- Johann Hermann Schein; Martin Karl Woldemar Hasse: Singet fröhlich Gotte. Breitkopf und Härtel, 1923.
- Johann Hermann Schein; Martin Karl Woldemar Hasse: So freue dich, Jüngling, in deiner Jugend. Breitkopf und Härtel, 1923.
- Johann Hermann Schein; Martin Karl Woldemar Hasse: Surge, illuminare Jerusalem. Breitkopf und Härtel, 1923.
- Johann Hermann Schein; Martin Karl Woldemar Hasse: Vater unser im Himmelreich. Breitkopf und Härtel, 1923.
- Johann Hermann Schein; Martin Karl Woldemar Hasse: Venite, exultemus Domino. Breitkopf und Härtel, 1923.
- Johann Hermann Schein; Martin Karl Woldemar Hasse: Verbum caro factum est. Breitkopf und Härtel, 1923.
- Johann Hermann Schein; Martin Karl Woldemar Hasse: Vom Himmel hoch da komm ich her. Breitkopf und Härtel, 1923.
- Johann Hermann Schein; Martin Karl Woldemar Hasse: Wer unter dem Schirm. Breitkopf und Härtel, 1923.
- Johann Hermann Schein; Martin Karl Woldemar Hasse: Wo Gott der Herr nicht bei uns hält. Breitkopf und Härtel, 1923.
- Johann Hermann Schein; Martin Karl Woldemar Hasse: Wo Gott zum Haus nicht gibt sein Gunst. Breitkopf und Härtel, 1923.